# Peștera Spannagel
Peștera Spannagel (în germană Spannagelhöhle) este o peșteră turistică de lângă Hintertux⁠(d), în Alpii Zillertal din landul austriac Tirol. Până în prezent au fost explorați aproximativ 10 kilometri din peșteră; tururile ghidate permit accesul la 500 de metri din peșteră. Intrarea sa se află sub Spannagelhaus (2531 m), o cabană montană condusă de Clubul Turistic Austriac (ÖTK). Peștera și cabana poartă numele doctorului Rudolf Spannagel, care a fost președintele ÖTK din 1902 până în 1904.

## Formare
Cea mai mare parte a Alpilor Zillertal este formată din roci primare cristaline, intruziuni magmatice și roci metamorfice, care nu permit formarea de peșteri. Singurele excepții sunt buzunarele de rocă capabile de carstificare, cum ar fi calcarul, dolomita, gipsul și alți carbonați. Aceste buzunare au, în general, o grosime destul de mică și permit doar formarea de peșteri mici. Crearea peșterilor necesită și solubilitate în apă. Peștera Spannagel a apărut într-un filon mare de marmură de calcit jurasic din Formația Hochstegen, o marmură cu peste 90% conținut total de carbonat care trece prin mantaua de ardezie a ferestrei vestice Tauern. Formarea acestei peșteri extinse ca urmare a coroziunii geologice (și a coroziunii de amestec) este explicată de tectonica regiunii muntoase.

## Caracteristici
Peștera se caracterizează prin prezența puternică a umezelii și pătrunderea puternică a apei, care duce chiar la apariția unor cascade. Diferitele pasaje de râu (Mündungslöcher) formează sifoane în locuri care sunt accesibile numai prin scufundări. În acele pasaje din peșteră, departe de lumina zilei există helictite rare. Sistemul de peșteri Spannagel se întinde de la ghețarul Gefrorne-Wand-Kees până la Lärmstange, un vârf de 2.686 m, și este cea mai înaltă peșteră mare din Europa cu o lungime măsurată până în prezent de 10 kilometri. Liliecii apar doar în apropierea ieșirilor din peșteră, deși unii se pierd în zona de intrare.
În timpul tururilor cu ghid, sunt explicate numeroasele caracteristici ale peșterii (marmură colorată, diverse formațiuni de calcar sinterizat, speleoteme, cristale, marmură cu bandă și vârtejuri). În plus, sunt prezentate vârsta peșterii și formarea ei, precum și flora și fauna, clima și atmosfera peșterii, care este benefică pentru cei care suferă de afecțiuni pulmonare. Un muzeu al peșterii a fost înființat în secțiunea de est a acestui pasaj unde sunt expuse mai multe descoperiri din interiorul muntelui.

## Descoperire
În 1919, Alois Hotter, proprietarul Spannagelhaus, a descoperit intrarea în peșteră. El a numit peștera Lacul Grausliches și a folosit-o, la fel ca alți chiriași de după el, ca groapă de gunoi.
În 1960, Rudolf Radislovich a explorat pentru prima dată partea din față a peșterii cu intrarea sa principală (Hauptgang) și „intrarea apei” (Wassergang), galerii care se întâlnesc în Sala Unirii (Halle der Vereinigung). În anul următor, Max H. Fink a cercetat secțiunea cunoscută a peșterii și a descoperit Labirintul. În 1964, Oficiul Federal pentru Monumente (Bundesdenkmalamt) a desemnat peștera ca monument natural datorită importanței sale științifice. În 1968, Walter Knezicek și Günther J. Wolf au descoperit două puțuri și Knesi-Harnisch la marginea dreaptă a Halle der Vereinigung, care duceau toate într-un tunel la aproximativ 10 metri mai jos. Acesta a fost începutul a ceea ce mai târziu a devenit cunoscut sub numele de Schrauben-Cañon ("Canionul șurubului"). În 1970, Hannes Jodl a găsit Postkastl („Cutia poștală”) la capătul stâng al Halle der Vereinigung, care s-a dovedit a fi o continuare a Peșterii Spannagel. Prima persoană care a intrat în această secțiune a fost Günther J. Wolf cu șapte membri ai cursului său de gheață. Cercetarea pasajului Kolkgang (urcarea către pasajul Elchschädelgang și camera Dirndlkammer, o legătură cu Wassergang și coborârea prin Kolkgang până la Hannes-Jodl-Dom, în tavanul căruia intră Schrauben-Cañon, mai departe până la Dr.-Klaus-Karger-Karger-Halle din thekg și continuarea pasajului Kolkgang ). Puțul ÖTK-Schacht ) a condus la dublarea întinderii cunoscute până acum a peșterii și a oferit un stimulent pentru explorare ulterioară.

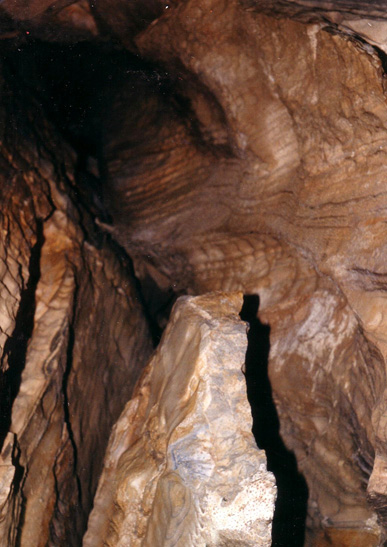
Canionul Schrauben-Cañon.

Anii 1972-1975 au avut loc patru expediții de cercetare ale Clubului de Stat de Speologie din Tirol ( Landesverein für Höhlenkunde in Tirol ), care au avansat până la pârâul Gneisbach. În 1975, în cadrul unei săptămâni de cercetare a Grupului Spéléologique Luxembourgeois cu E. Jacoby, M. Möller, G. Mutschlechner și B. Schmitz, a fost stabilit cursul pârâului Höhlenbach. Prin moartea apei s-a demonstrat că aceasta a ieșit la suprafață la aproximativ 1.980 m în mijlocul unei fațe de stâncă la sud de Waldeben. De asemenea, a fost descoperită și cercetată și Peștera Schneefleck ( Schneefleckhöhle ), care este paralelă cu Peștera Spannagel. În 1976, Clubul de Speologie a ridicat un bivuac în sala Umkehrhalle. O expediție de 50 de ore condusă de E. Jacoby în 1976/77 a descoperit și cercetat pasajul Spinnengang, peștera Mutschlechner-Dom și camera Schatzkammer. În 1978, F. Maiberger și W. Mayr au ajuns în cel mai vestic punct al peșterii, Bauchbad.
În 1984, speologii germani din Clubul de speologie tirolez sub conducerea lui C. Cavelius au cercetat Sistemul de Sud ( Südsystem ). În 1987 și 1988, zona de intrare a peșterii a fost curățată, iar galeria care unește Trümmerhalle și Gneisbach a fost descoperită și supravegheată de W. Mayr și G. Völkl. Schrauben-Cañon a fost negociat pentru prima dată în 1989 de E. Türke și R. Tobitsch.